# TFPI2
TFPI2 (англ. Tissue factor pathway inhibitor 2) – білок, який кодується однойменним геном, розташованим у людей на короткому плечі 7-ї хромосоми. Довжина поліпептидного ланцюга білка становить 235 амінокислот, а молекулярна маса — 26 934.
| 10         |  | 20         |  | 30         |  | 40         |  | 50         |
| ---------- |  | ---------- |  | ---------- |  | ---------- |  | ---------- |
| MDPARPLGLS |  | ILLLFLTEAA |  | LGDAAQEPTG |  | NNAEICLLPL |  | DYGPCRALLL |
| RYYYDRYTQS |  | CRQFLYGGCE |  | GNANNFYTWE |  | ACDDACWRIE |  | KVPKVCRLQV |
| SVDDQCEGST |  | EKYFFNLSSM |  | TCEKFFSGGC |  | HRNRIENRFP |  | DEATCMGFCA |
| PKKIPSFCYS |  | PKDEGLCSAN |  | VTRYYFNPRY |  | RTCDAFTYTG |  | CGGNDNNFVS |
| REDCKRACAK |  | ALKKKKKMPK |  | LRFASRIRKI |  | RKKQF      |  |            |

A: Аланін

C: Цистеїн

D: Аспарагінова кислота

E: Глутамінова кислота

F: Фенілаланін

G: Гліцин

H: Гістидин

I: Ізолейцин

K: Лізин

L: Лейцин

M: Метіонін

N: Аспарагін

P: Пролін

Q: Глутамін

R: Аргінін

S: Серин

T: Треонін

V: Валін

W: Триптофан

Кодований геном білок за функціями належить до інгібіторів протеаз, інгібіторів серинових протеаз. 
Задіяний у таких біологічних процесах, як зсідання крові, гемостаз, альтернативний сплайсинг. 
Секретований назовні.